# Brus Laguna
Brus Laguna is een gemeente (gemeentecode 0902) in het departement Gracias a Dios (La Mosquitia) in Honduras. De gemeente grenst aan de Caraïbische Zee.
De plaats ligt aan een lagune die ook Brus Laguna heet. Engelse piraten noemden deze Bruss Lagoon. Waarschijnlijk is dit een verbastering van Brewer's Lagoon ("Lagune van de brouwer"). De plaats is in 1811 gesticht door de zambo Pedro Stein.
Van 1957, toen het departement gecreëerd werd, tot 1975 was Brus Laguna de hoofdplaats van het departement Gracias a Dios. Daarna werd deze rol overgenomen door Puerto Lempira.
Brus Laguna ligt in het biosfeerreservaat Río Plátano. Het is een belangrijke uitvalsbasis voor toeristen die dit gebied willen bezoeken. Op een eiland in de lagune staat een hotel, van waaruit aan sportvissen wordt gedaan.
Het gebied wordt bewoond door de Pech. Aan de rivier Twas, met name in het dorp Las Marías, zijn archeologische resten gevonden. Volgens de legende heeft in dit gebied de "Witte Stad" (Ciudad Blanca) gestaan. Veel archeologische relieken worden geroofd.

## Bevolking
De bevolking is als volgt verdeeld:
| Vrouwen | 6907 | 51,1% |
| Mannen  | 6598 | 48,9% |

## Dorpen
De gemeente bestaat uit zeven dorpen (aldea), waarvan het grootste qua inwoneraantal: Brus Laguna (code 090201) en Barra Patuca (090202).